# Marine Le Penová

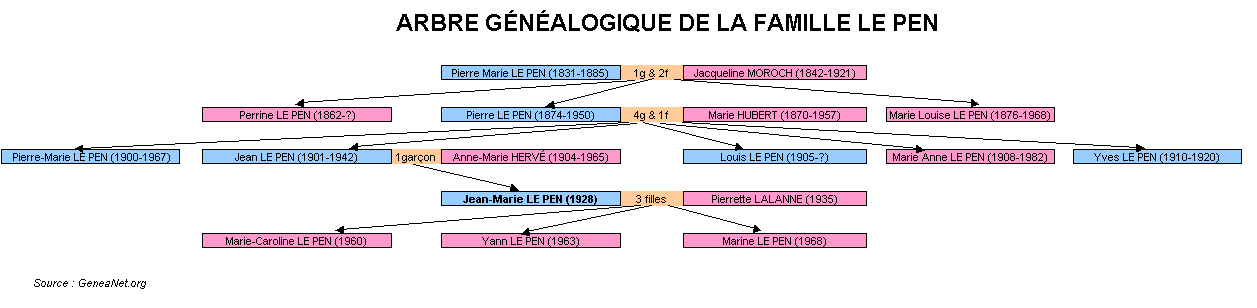
Genealogie rodu Le Pen

Marine Le Penová, nepřechýleně Marine Le Pen (* 5. srpna 1968 Neuilly-sur-Seine), je francouzská politička a právnička, v letech 2011–2022 předsedkyně Národního sdružení (Rassemblement national - RN, do roku 2018 nazývaného Front national - FN). V letech 2004–2017 byla poslankyní Evropského parlamentu. V prezidentských volbách 2017 a 2022 se ucházela o funkci hlavy státu, v obou případech se umístila druhá a postoupila tak do druhého kola, kde byla rovněž v obou případech poražena Emmanuelem Macronem. Zastává krajně-pravicové[zdroj?] a pronárodní postoje. 
V březnu 2025 byla spolu s dalšími nepravomocně odsouzena za zpronevěru v kauze fiktivního zaměstnávání asistentů europoslanců. Byla odsouzena k čtyřletému podmíněnému trestu odnětí svobody s dohledem, peněžitému trestu ve výši 100 tis. eur a trestu ztráty pasivního volebního práva po dobu pěti let.

## Původ a soukromý život
Marine Le Penová je třetí a nejmladší dcera francouzského politika a bývalého dlouholetého předsedy Národní fronty Jeana-Marie Le Pena. Její neteř Marion Maréchalová (* 1989), zároveň vnučka Jeana-Marie Le Pena, je také francouzská politička, členka Národního sdružení a poslankyně francouzského Národního shromáždění.
V letech 1997 až 2000 byla Marine Le Penová provdaná za podnikatele Francka Chauffroye, který byl činný pro Národní frontu. Z tohoto manželství se jí narodily dcera Jehanne (* 1998) a dvojčata Louis a Mathilde (* 1999). V roce 2002 se stal jejím druhým manželem Éric Lorio, funkcionář Národní fronty. I toto manželství skončilo rozvodem, a sice v roce 2006. Jejím třetím životním partnerem je od roku 2009 Louis Aliot (* 1969), místopředseda Národní fronty a poslanec Evropského parlamentu.

## Politické působení

### Kariéra
Marine Le Penová byla ve volbách roku 2004 zvolena poslankyní Evropského parlamentu. V tomto funkčním období působila ve výboru pro kulturu a vzdělávání. Ve volbách v roce 2009 byla opět zvolena evropskou poslankyní. Od té doby působí ve výboru pro zaměstnanost a sociální věci.
V letech 2011–2022 byla předsedkyní francouzského Národního sdružení (dřívější Národní fronta), kde patří se svými názory k umírněnější části strany. Její otec Jean-Marie Le Pen byl jejím přičiněním pro své antisemitské názory a další neshody s vedením dokonce ze strany vyloučen. Neteř Marion Maréchal-Le Penová je od roku 2012 (tehdy jí bylo 22 let) poslankyní francouzského Národního shromáždění a často projevuje radikálnější názory než její teta.
V květnu 2014 se Národní fronta pod vedením Marine Le Penové stala ve volbách do Evropského parlamentu nejsilnější francouzskou politickou stranou.

### Prezidentské volby 2017
V prvním kole francouzských prezidentských voleb dne 23. dubna 2017 získala Marine Le Penová 21,4 % odevzdaných hlasů a postoupila do druhého kola, kde se utkala s nezávislým kandidátem Emmanuelem Macronem, jenž v prvním kole voleb získal 24,0 % hlasů.
Po prvním kole voleb se téměř všichni vedoucí francouzští politici postavili proti Marine Le Penové a za jejího soupeře Macrona. Prezident François Hollande vystoupil 25. dubna veřejně v severofrancouzském městě Laval a prohlásil, že „Le Penová musí v druhém kole 7. května 2017 dostat pokud možno co nejméně hlasů“.
V druhém kole prezidentských voleb Marine Le Penovou volilo 33,39 % voličů, zbytek hlasů dostal její protikandidát Macron, který se tak stal prezidentem Francie. Marine Le Penová mu již krátce po zveřejnění prvních odhadů výsledků pogratulovala k vítězství. Poté se rozhodla v dalších volbách kandidovat znovu.

### Názory a záměry
Marine Le Penová chce výrazně omezit imigraci a upravit získávání francouzského občanství. Kdyby se v roce 2017 stala francouzskou prezidentkou, tak by chtěla zrušit manželství pro osoby stejného pohlaví.
Měla také v úmyslu vystoupit z eurozóny a znovu zavést národní měnu frank. Tento záměr Marine Le Penová při své kampani před druhým kolem prezidentských voleb dne 7. května 2017 zmírnila. Dosažení posledně jmenovaných dvou cílů podmínila okolnostmi po volbách a výsledkem referenda, které by jako francouzská prezidentka vyhlásila. V ekonomice je mimo jiné zastánkyní protekcionismu, ekonomického nacionalismu a odpůrkyní volného obchodu, globalizace a privatizace státních služeb a sociální péče.
V zahraničně politických otázkách je kritická k NATO, k některým aspektům zahraniční politiky USA a zasadila by se o lepší vztahy s Ruskem. Má rovněž kritický pohled na EU. Až do roku 2019 požadovala referendum o odchodu Francie z EU (frexit), nicméně nejnověji odchod své země z EU neobhajuje.

### Odsouzení za zpronevěru
V březnu 2025 byla odsouzena ke čtyřletému trestu odnětí svobody za trestný čin zpronevěry. Zároveň jí bylo znemožněno v následujících pěti letech kandidovat na jakoukoliv volenou funkci. Le Penová se v červenci 2025 v této věci obrátila na Evropský soud pro lidská práva, který však její žádosti o pozastavení verdiktu francouzského soudu zamítl.

## Podporovatelé
Marine Le Penová a její Národní fronta jsou podporovány několika zájmovými uskupeními. Zvláště je to skupina s názvem Les Horaces, jejímž mluvčím je od léta 2016 Jean Messiha (* 1970 v Káhiře). Messiha je francouzským občanem a synem egyptského diplomata koptského původu. Do Francie přišel ve svých osmi letech a studoval na prestižních školách. Je absolventem École Nationale d'Administration (ENA, absolventi jsou zváni énarques) a pracuje na francouzském ministerstvu obrany. Podle Messihových slov sdružují Horaces kolem 155 osob, zůstávajících zatím v anonymitě. Do uskupení patří osobnosti pracující na ministerstvech a jinde ve státní správě, ale také advokáti, vedoucí činitelé velkých akciových společností (vedených v burzovním indexu CAC 40) a soukromí podnikatelé. Dalším absolventem ENA v okruhu Marine Le Penové je její poradce Florian Philippot.

## Galerie

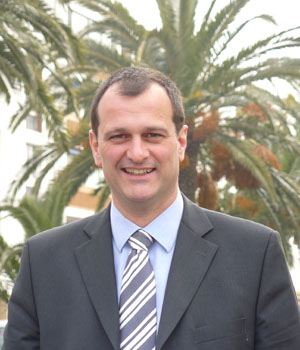
Louis Aliot (* 1969), politik Národní fronty a životní partner Marine Le Penové
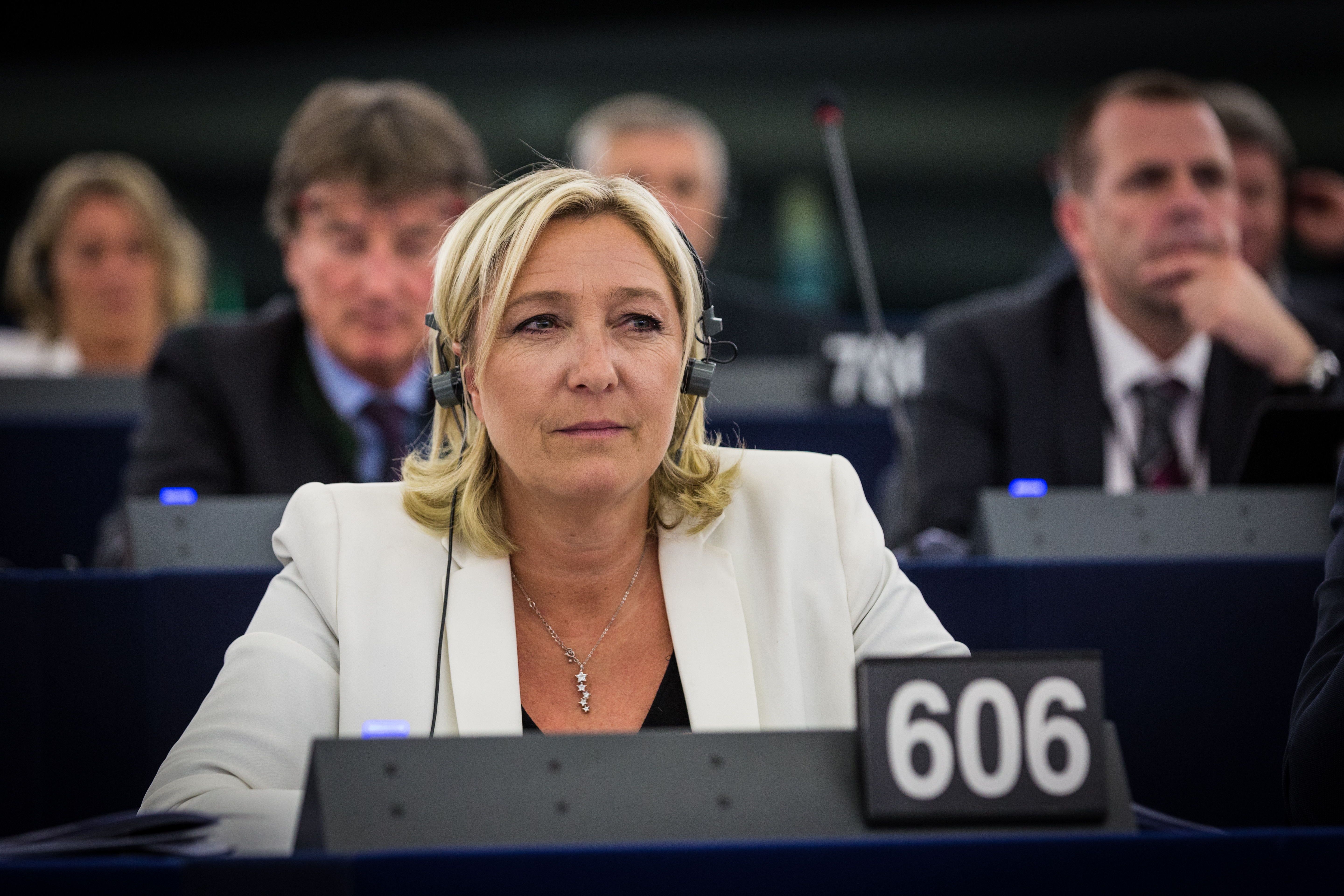
Marine Le Penová v Evropském parlamentu (2014)
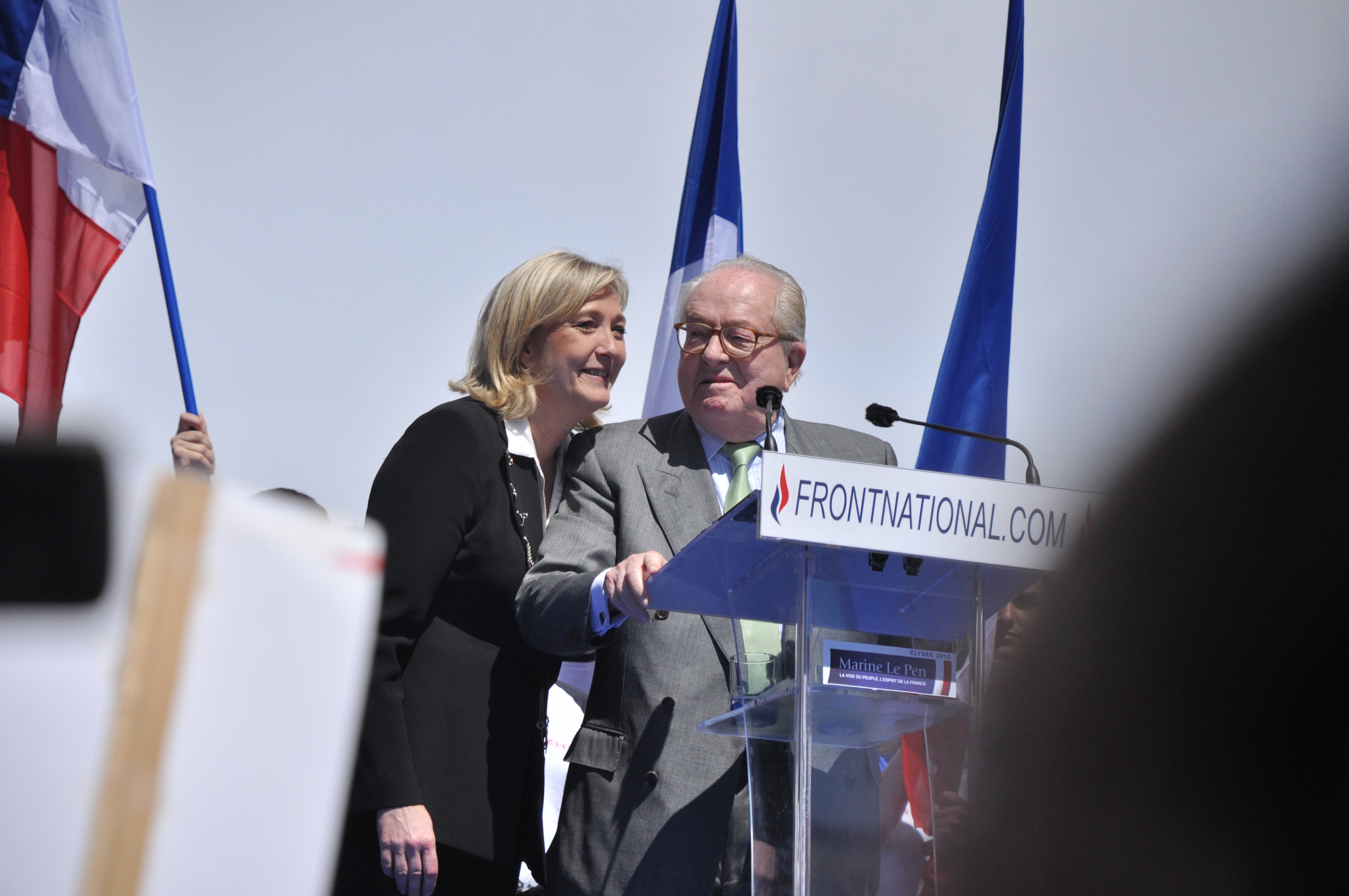
Spolu se svým otcem Jeanem-Marie Le Penem v Paříži (2012)